# 나미오카촌
나미오카촌(波岡村)은 지바현 기미쓰군에 설치되었던 촌이다. 현재의 기사라즈시에 해당한다.

## 역사
- 1889년 4월 1일 - 정촌제 시행에 의해 스에군 나미오카촌이 성립하였다.
- 1897년 4월 1일 - 스에군이 통합에 의해 기미쓰군이 되었다.
- 1942년 11월 3일 - 기사라즈정, 이와네촌, 기요카와촌과 합병해 기사라즈시가 성립하여, 동일 나미오카촌은 폐지되었다.

## 교통

### 철도
- 국철 (→ JR동일본)
  - 기사라즈선